# Энциклопедия индоевропейской культуры
«Энциклопе́дия индоевропе́йской культу́ры» (Encyclopedia of Indo-European Culture, аббревиатура: EIEC) — энциклопедия индоевропеистики и праиндоевропейцев. Энциклопедия была составлена Дж. П. Мэллори и Дугласом К. Адамсом и опубликована в 1997 году Фитцроем Дерборном. Археологические статьи написаны Мэллори, лингвистические статьи — Адамсом, а также включают статьи ведущих индоевропеистов 1990-х годов, которые осуществляли вклад в качестве редакторов. Не являясь полемической, работа частично отвечает на анатолийскую гипотезу о прародине индоевропейцев Колина Ренфрю.